# مداول
المُداول أو الدوبلكسر (بالإنجليزية: Duplexer)، هو جهاز إلكتروني يسمح بالاتصال ثنائي الاتجاه عبر مسار واحد. في أنظمة الاتصالات الرادارية والراديو، يقوم بعزل جهاز الاستقبال عن جهاز الإرسال مع السماح لهما بمشاركة هوائي مشترك. تشتمل معظم أنظمة مُكررات الراديو على مُداول. تُبنى أجهزة الإرسال المُداولة بناءًا على تردد أو استقطاب أو توقيت مُعين (كما هو معتاد في الرادار).

مُداول لجهاز بث واستقبال.